# Alexis Aminoff
Gregor Iwan Alexis Feodor Aminoff, född 4 april 1897 i Stockholm, död 26 april 1977 i Oscars församling i Stockholm, var en svensk kammarherre och diplomat.

## Biografi
Aminoff var son till kabinettskammarherre Gregor Aminoff och Elisabeth af Edholm. Han var ryttmästare vid Livregementet till häst (K 1) 1934, avlade fil kand 1925 och blev attaché vid Utrikesdepartementet (UD) 1926 innan han tog avsked 1928. Därefter var han verksam i privata företag. Han tjänstgjorde som kammarherre hos Hertigen och Hertiginnan av Västergötland 1935–1950, var åter vid UD 1938, blev förste sekreterare 1939, förste legationssekreterare i London 1941, Washington 1943, legationsråd där 1943, sändebud i Aten 1949, utrikesråd och chef för UD:s personalavdelning 1951, sändebud i Pretoria 1954–1959, Lissabon 1959–1963, Monrovia 1959–1961, introduktör för främmande sändebud 1970–1974 (ställföreträdande 1966) och överceremonimästare från 1971.
Han gifte sig 1925 med Märtha Linder (1900–1991), dotter till general Ernst Linder och friherrinnan Augusta Wrangel von Brehmer. Makarna Aminoff är begravda på Norra begravningsplatsen utanför Stockholm.

## Utmärkelser
- Minnestecken med anledning av Konung Gustaf V:s 90-årsdag, 1948.[5]
- Kommendör med stora korset av Nordstjärneorden, 18 november 1971.[6]
- Kommendör av första klassen av Nordstjärneorden.[7]
- Riddare av Vasaorden.[5]
- Kommendör av Belgiska Kronorden.[5]
- Kommendör av 1. graden av Danska Dannebrogsorden.[5]
- Kommendör av Finlands Vita Ros’ orden.[5]
- Riddare av Franska Hederslegionen.[5]
- Storkorset av Grekiska Fenixorden.[5]
- Storkorset av Isländska falkorden, 5 maj 1971.[8]
- Kommendör av Italienska kronorden.[5]
- Kommendör av Norska Sankt Olavsorden med stjärna.[5]
- Kommendör av Polska orden Polonia Restituta.[5]